# Innovationsstiftung Hamburg
Die Innovationsstiftung Hamburg war eine Einrichtung zur Wirtschaftsförderung der Freien und Hansestadt Hamburg. Am 14. Mai 1996 verabschiedete die Hamburgische Bürgerschaft das Gesetz über die Errichtung der Innovationsstiftung Hamburg, damit wurde diese am gleichen Tag gegründet.
Je nach Umfang eines Projektes gab die Stiftung Fördermittel im Umfang von circa 50.000 bis 1.000.000 Euro. Von der Gründung bis zum Jahr 2008 wurden verschiedene Projekte mit circa 21 Millionen Euro gefördert.
Die Innovationsstiftung stellte ihre Aktivitäten mit der Gründung der Hamburgische Investitions- und Förderbank ein, in der sie als Innovationsagentur der IFB Hamburg zum 1. August 2013 aufgegangen ist.

## Stiftungsziele
Ziel der Stiftungsarbeit war die Erhöhung der Bereitschaft und Fähigkeit zu Innovationen kleiner und mittlerer Betriebe, um so zusätzliche Arbeits- und Ausbildungsplätze zu schaffen. Dies sollte konkret durch folgende Maßnahmen erreicht werden: die anwendungsorientierte Forschung und Entwicklung zu unterstützen, die vorhandenen wissenschaftlichen Kenntnisse verstärkt der Wirtschaft zu erschließen, die Nachwuchsförderung im innovativen und technologischen Bereich, den Technologietransfer, insbesondere durch finanzielle Projektförderung und die Förderung auf dem Gebiet des nachhaltigen Wirtschaftens.
Neben der Unterstützung der Unternehmen sollte auch die Politik auf dem Gebiet von anwendungsorientierter Forschung, Entwicklung und Technologie für den Standort Hamburg zu beraten werden.
Außerdem war die Stiftung als Träger des FuE-Programm und des Logistik-Programm der Behörde für Wirtschaft und Arbeit sowie das Life-Science-Programm der Behörde für Wissenschaft und Forschung aktiv.

## Organe der Stiftung
Stiftungsorgane waren der Vorstand, das Kuratorium und der Vergabeausschuss. Der Vorstand bestand aus einer Person, er wurde durch den Senat der Freien und Hansestadt Hamburg für die Dauer von bis zu fünf Jahren bestellt. Die Wiederbestellung war zulässig.
Das Kuratorium bestand aus acht Mitgliedern. Ein Vertreter der Behörde für Wirtschaft und Arbeit als Vorsitzender des Kuratoriums, ein Vertreter der für Wissenschaft zuständigen Behörde, ein Vertreter der für Umwelt zuständigen Behörde, ein Vertreter der Handelskammer, ein Vertreter der Handwerkskammer, ein Vertreter eines mittelständischen Unternehmens aus Hamburg, ein Vertreter der Gewerkschaften und ein Vertreter der Hamburger Hochschulen. Zu den Aufgaben des Kuratoriums gehörten: Prüfung des Wirtschaftsplans, die Jahresrechnung, die Vermögensübersicht und der Jahresbericht, die Entlastung des Vorstandes,
die Verwaltung des Stiftungsvermögens, den Erlass von Richtlinien zur Vergabe von Fördermitteln, die Zustimmung zur Geschäftsführung des Vorstandes, Änderung der Satzung und die Benennung der Mitglieder des Vergabeausschusses.
Der Vergabeausschuss bestand aus fünf Personen. Neben dem Vorstand der Stiftung, der den Vorsitz hatte, gehörten dem Vergabeausschuss vier weitere Fachleute an. Die Mitglieder des Vergabeausschusses wurden, bis auf den Vorstand, für drei Jahre individuell durch das Kuratorium benannt. Sie konnten einmal wiederbenannt werden. Die Tätigkeit war ehrenamtlich, Mitglieder des Vergabeausschusses erhielten kein Honorar.

## Stiftungskapital
Die Innovationsstiftung erfüllte ihre Aufgaben aus den Erträgen des Stiftungskapitals. 1997 hatte die Stadt Hamburg die Stiftung mit einem Vermögen von 100 Millionen DM (51,1 Millionen Euro) ausgestattet. Ein Teil der Erträge floss in eine Kapitalerhaltungsrücklage, die den durch Preissteigerung bedingten Wertverlust ausgleicht. Die Anlagestrategie der Stiftung war sehr konservativ, die Stiftung investierte hauptsächlich in festverzinsliche Wertpapiere. Ende 2009 betrug das Stiftungskapital inklusive dieser Rücklage 63 Millionen Euro.
Das Kapital der Innovationsstiftung war zu etwa gleichen Teilen angelegt in zwei Wertpapierspezialfonds. Ein Fonds wurde von der HSBC Global Asset Management GmbH in Düsseldorf betreut. Das Management des zweiten Fonds wurde an die HMT Hanse Merkur Trust AG in Hamburg vergeben. Kapitalanlagegesellschaft und Depotbank sind für beide Wertpapierspezialfonds die HSBC INKA Internationale Kapitalanlagegesellschaft mbH (INKA) sowie die HSBC Trinkaus & Burkardt AG.

## Meinungen zur Abwicklung der Innovationsstiftung Hamburg
Der Chef der Handelskammer, Fritz Horst Melsheimer befürchtete, dass die Innovationsstiftung Hamburg für die Hamburgische Investitions- und Förderbank (IFB) liquidiert werden soll und das Vermögen den neuen Grundstock der Förderbank bilden würde. Die Liquidation ist nur per Landesgesetz möglich, dann fällt das Vermögen der Stiftung an die Freie und Hansestadt Hamburg (InnoStiftungHHG § 10 Abs. 2). Nach den Entwürfen des Senats soll die Stiftung in die neue Förderanstalt eingegliedert werden, damit wären die Mitbestimmungsmöglichkeiten (siehe Kuratorium) der Wirtschaft beendet.
Nach den Entwürfen gehen die Aufgaben der Stiftung auf eine Innovationsagentur unter dem Dach der IFB über. Die Hälfte des Stiftungskapitals soll als Eigenkapital für Darlehen an innovative Firmen dienen, die andere Hälfte soll für aktuelle Projekte verbraucht werden. Kritik kam vom wirtschaftspolitischen Sprecher der Fraktion der Grünen, Anjes Tjarks: „Es wäre kontraproduktiv, die Innovationsstiftung ausbluten zu lassen. Mit der Auflösung der Stiftung würde der Senat sich von einer nachhaltigen Wirtschaftsförderung verabschieden und von der Substanz zehren.“